# Opiona communis
Opiona communis är en mångfotingart som beskrevs av Gardner och Shelley 1989. Opiona communis ingår i släktet Opiona och familjen Caseyidae.

## Underarter
Arten delas in i följande underarter:
- O. c. angusta
- O. c. communis
- O. c. prolixa